# 드림학교
드림학교는 충청남도 천안시에 있는 새터민 학생을 위한 사립 각종학교이다.

## 연혁
- 2003년 : 천안하늘꿈학교로 개교[1]
- 2018년 : 교육청으로부터 각종학교로 인가